# 見性
見性（けんしょう）とは、人間に本来そなわる根源的な本性を徹見すること。性（しょう）は本来、煩悩に汚されることはなく、それ自体で清浄なものであり、この自性清浄心に気づくことを指す。
性（しょう）を仏性、法性、心性ともいうので、見仏性、見法性、見心性、あるいは見心見性、などと使用する。

## 概要
禅における悟りであり、見性はただちに成仏であるとされた。ただし、道元は見性を全く否定する禅を説く。

## 仏典における扱い

### 六祖壇経
『六祖壇経』では次のように説かれている。

## 各宗派の扱い

### 臨済宗
臨済宗では、見性を目指して坐禅修行を行う。